# Station Chełmno
Station Chełmno is een spoorwegstation in de Poolse plaats Chełmno.